# Calimero
Calimero è un personaggio dell'animazione pubblicitaria italiana, un pulcino piccolo e nero. Appare per la prima volta nel Carosello della società Mira Lanza: essendo caduto nella fuliggine si sporca, diventa nero e non viene più riconosciuto dalla mamma. Vive qualche piccola avventura, nella quale rimane sempre colpito negativamente, ma grazie al detersivo pubblicizzato, Ava, torna ad essere bianco, lindo e contento. La notorietà internazionale del personaggio ha originato alcuni neologismi in italiano e spagnolo.

## Storia
(Calimero nella pubblicità del detersivo Ava)
(Tipica frase di Calimero quando qualcosa gli va male)
Calimero appare per la prima volta in televisione il 14 luglio 1963. I diritti d'autore sono dei due fratelli Pagot, Nino e Toni, e di Ignazio Colnaghi, coautore di varie sceneggiature nonché voce italiana del personaggio. Il fumettista e animatore Carlo Peroni, all'epoca collaboratore dei fratelli Pagot, si è attribuito la paternità del personaggio, tuttavia tale rivendicazione è stata contestata dagli eredi di Nino e Toni Pagot e non ha avuto seguito. Alla realizzazione del Carosello ha partecipato anche Sergio Toppi. Calimero è comparso originariamente nelle animazioni pubblicitarie create per la società di detersivi Mira Lanza in Carosello.
La notorietà di Calimero è molto elevata per tutti gli anni sessanta e almeno fino alla metà degli anni settanta, tanto da far entrare nel lessico collettivo sia il nome del personaggio, sia alcune frasi celebri come «Eh, che maniere! Qui fanno sempre così, perché loro sono grandi e io sono piccolo e nero... è un'ingiustizia però».
Oltre alle storie originali di Carosello, con questo personaggio sono stati realizzati 290 episodi a colori, doppiati in diverse lingue. In Giappone, poi, la Toei Dōga con lo Studio Rever produsse una serie animata intitolata Calimero di 45 puntate tra il 1974 e il 1975; fra il 1992 e il 1993 venne prodotta una seconda serie omonima di 52 puntate, in coproduzione con la Rai, TV Tokyo e le società Tele-Image Japan e Visual 80. Ancora oggi Calimero è un personaggio molto noto in Giappone come in Italia.
Il personaggio di Calimero e i comprimari della serie hanno avuto e hanno ancor oggi un ruolo in numerose altre attività promozionali e di merchandising oltre a quella originale, apparendo di volta in volta su articoli di abbigliamento e generi alimentari, accessori e prodotti scolastici, gadget, ecc.
Nel 2013 viene annunciata una serie TV dalla Alphanim da 104 episodi di 11 minuti ciascuno. Presentata al Festival di Annecy, in Italia va in onda su Rai 2 a partire dal 25 marzo 2014 nel contenitore Cartoon Flakes. e nel 2015 anche su Disney Junior.

## Caratteristiche
L'ambientazione rurale delle storie è coerente con l'origine veneta di Nino Pagot, sposatosi nella milanese Basilica di San Calimero, da cui prendeva il nome il pulcino nero.
Nel primo Carosello è presentato come il quinto della covata di Cesira, una gallina veneta (che però lo disconosce perché è nero) e di Gallettoni, un gallo burbero (ma solo in apparenza). Completamente nero, in testa ha sempre l'uovo da cui si è schiuso, ed un bel giorno vede un grosso cane dormiglione che inizialmente scambia per sua madre.
Calimero affronta una serie di avventure in cui - nonostante il suo stato iniziale di "brutto anatroccolo" abbandonato dalla famiglia ed esposto alle cattive compagnie - non sempre il bene e la verità trionfano, nonostante la sua buona fede ed onestà. A riscattarlo alla fine è la bontà dell'olandesina della Mira Lanza, dimostrando che Calimero non è nero, «è solo sporco!». Si palesa con il celebre slogan «Ava, come lava!».
Il mondo di Calimero non è apertamente ostile ma anzi confortevole anche se popolato di aguzzini; primo tra tutti Piero, che è un maschio papera molto furbo, e il saccente professor Gufo Saggio, i quali fanno da contraltare ai personaggi positivi come la fidanzata Priscilla e l'amico Valeriano. In periodo natalizio ogni disavventura termina con l'aiuto insperato di un personaggio in difesa del povero pulcino.
Le storie delle serie successive al periodo di Carosello, pur essendo riprese in molti casi da queste, presentano in genere sceneggiature di maggior respiro grazie all'indipendenza dal messaggio pubblicitario. La lunghezza delle storie va dal minuto e mezzo dei filmati iniziali fino ai 13 e 26 minuti dei film a colori più recenti, dei quali esistono 290 episodi. In queste serie Calimero abita in famiglia con la mamma, la gallina Cesira e il papà, il gallo Gallettoni, che lo amano e accudiscono come il loro figlio unico ed inoltre, a differenza di quanto avveniva al termine dei Caroselli, qui il personaggio non perde mai il nero dalle sue piume come se fosse il loro colore naturale.
Il personaggio è stato anche oggetto di critiche per alcune caratteristiche che andavano oltre l'immagine del brutto anatroccolo, agganciandosi a luoghi comuni regionalistici e talvolta considerati razzisti, attraverso l'accento veneto e il colore stesso del pulcino.
Il presunto contenuto razzista della serie ha originato anche una diffusa bufala, secondo cui proprio per questo motivo il personaggio sarebbe stato rimosso dalla piattaforma Disney+,su cui in realtà non è mai stato trasmesso. Mentre c'è chi non rileva intenti razzisti nel personaggio, dato che ai tempi della sua creazione l'Italia era un popolo di emigranti e ospitava ben pochi immigrati, riconducendo piuttosto le origini di Calimero alla commedia all'italiana, altri osservano una possibile correlazione con stereotipi culturali propri del colonialismo italiano.
Una delle sigle delle serie di Calimero può vantare la collaborazione, per testi e arrangiamenti, di autori come Luciano Beretta e Carmelo La Bionda. Si devono a quest'ultimo i giri di archi stile disco music anni settanta presenti nella sigla, mentre la sigla dell'omonima serie animata Calimero, cantata da Cristina D'Avena e nota anche come Calimero Dance per via dell'omonimo ritornello, è composta dal cantautore Franco Fasano.
Un'altra sigla, Io son Calimero!, scritta da Marcello Marrocchi e cantata da Marco Pavone con lo stesso Colnaghi, fu usata durante le trasmissioni del cartone animato sulle reti Rai.

## Autori
- Autori del personaggio: Nino Pagot, Toni Pagot, Ignazio Colnaghi
- Disegno: Nino Pagot e Toni Pagot
- Voce italiana: Ignazio Colnaghi, Davide Garbolino (nella serie animata del 2014)
- Animazione: Elio Silvestri, Gianpietro Gariani, Luca Bertoletti e Bruno Zerbini[17], più altri autori vari (fra la produzione dei caroselli a quella delle serie gli animatori che hanno collaborato alla realizzazione superano il centinaio) a cui vanno aggiunti scenografi coloritori ecc[18].

## Serie animate
- Calimero il pulcino nero / Le disavventure di Calimero (1963): serie di cortometraggi pubblicitari andata in onda su Carosello
- Calimero (1972): serie di 78 cortometraggi da 5 minuti ciascuno, prodotta dallo studio Rever[19] e pubblicata in Super 8 dalla Avo Film
- Calimero (1974): serie televisiva anime di 45 episodi prodotta da Toei Dōga in coproduzione con lo studio Rever
- Calimero (1992): serie televisiva anime di 52 episodi prodotta da Tele-Image e Visual 80
- Calimero (2014): serie televisiva animata di 104 episodi prodotta da Gaumont Animation